# 世界花式滑冰團體錦標賽
世界花式滑冰團體錦標賽是一項將單人滑、雙人滑、冰舞項目結合成一項團體賽的錦標賽。從2009年開始舉行。

## 比賽

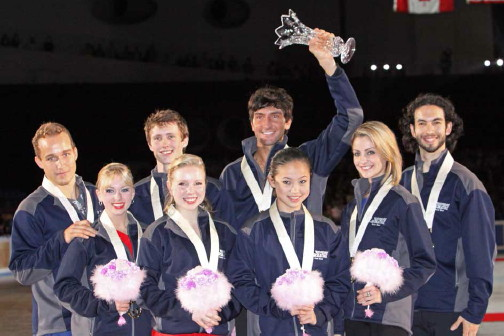
Team USA at the 2009 World Team Trophy medal ceremony.

| 年份 | 举办地                                 | 金牌                                   | 银牌                                   | 铜牌                                   |
| 2009 | 東京                                   | 美国                                   | 加拿大                                 | 日本                                   |
| 2011 | 因2011年日本東北地方太平洋近海地震取消 | 因2011年日本東北地方太平洋近海地震取消 | 因2011年日本東北地方太平洋近海地震取消 | 因2011年日本東北地方太平洋近海地震取消 |
| 2012 | 東京                                   | 日本                                   | 美国                                   | 加拿大                                 |
| 2013 | 東京                                   | 美国                                   | 加拿大                                 | 日本                                   |
| 2015 | 東京                                   | 美国                                   | 俄羅斯                                 | 日本                                   |
| 2017 | 東京                                   | 日本                                   | 俄羅斯                                 | 美国                                   |
| 2019 | 福冈                                   | 美国                                   | 日本                                   | 俄羅斯                                 |
| 2021 | 大阪                                   | 俄羅斯                                 | 美国                                   | 日本                                   |
| 2023 | 東京                                   | 美国                                   |                                        | 日本                                   |

## 外部連結
- 2009 ISU results
- 2012 ISU results
- （页面存档备份，存于）